# John Guise
Sir John Douglas Guise, né le 29 août 1914 dans l'actuelle province de la baie de Milne et mort le 7 février 1991 à Port Moresby, est un homme politique de Papouasie-Nouvelle-Guinée dont il a été le premier gouverneur général lors de l'indépendance de 1975 à 1977, en étant fait chevalier.

## Biographie
Il démissionne de ce poste de gouverneur général pour se présenter aux élections générales contre Michael Somare, en étant battu. À sa mort, un centre sportif est nommé en son honneur à Port Moresby. Il a été président de l'Assemblée de 1968 à 1972 ainsi que vice-ministre en chef et ministre de l'Intérieur de 1972 à 1975.